# توني ستونيم
توني ستونيم (بالإنجليزية: Tony Stonem)‏ هو شخصية وهمية من المسلسل التلفزيوني البريطاني بشرات. صورت من قبل نيكولاس هولت، تم إنشاء حرف بريان إلسلي؛ توني كان الطابع سلسلة المركزية في سلسلتها الأولى والثانية، في الفترة من 2007-2008. في السلسلة الأولى، ويعتبر الطابع مضاد للبطل، وبعض النواحي في تصرفاته وعدائية للغاية. ومع ذلك، هذه التغييرات في المجموعة الثانية بعد أن يصبح ضحية لورم دموي تحت الجافية، ونتيجة لذلك، تصبح أكثر عرضة للخطر. هولت، جنبا إلى جنب مع الجهات الفاعلة الأخرى من بطولة سلسلة الأولين، غادرت تظهر بعد موسمه الثاني. وكان ألمح في وقت لاحق إلى حرف في حلقات المسلسل الثالث والرابع، والتي تركزت حول إيفي شقيقة توني، الذي تضطلع به كايا سكوديلاريو. و2011 في بشرات (أمريكا الشمالية مسلسل) من العرض، لعب من قبل توني الممثل جيمس نيومان، ويتم تغيير لقب شخصية لسنايدر.

## الوصف
ويبدو أن توني رجل وسيم جدا، وشعبية للغاية والشباب الموهوبين أكاديميا، مع خلفية الإنجليزية نموذجية من الطبقة المتوسطة. انه يلعب مباريات القاسية مع أسرته وأصدقائه، ولا سيما تلك الأقرب إليه، ميشيل صديقته (أبريل بيرسون) وأفضل صديق سيد (مايك بيلي). في «سيد»، وقال انه يعرض حبه ل«السيطرة والتلاعب» وولع لعدم القدرة على التنبؤ في الكون، ويقارن بين حياة المحيطين به إلى وظائف من جسيمات تحت ذرية. في الحلقة البشرات الغيب «القطة والبطة»، ميشيل توني كما يميز مثل الثلج، «الباردة وشفافة.» 

## تحليل
الكاتب راسل تي فيرى أن توني ديفيس ينتمي إلى النموذج الأصلي حرف نفس له في وقت سابق جونز ألان ستيوارت، على النحو اللوطي الشعبية في كونه شخصية غير المستساغ معه الجماهير فشل الاتصال «، لأنه لا يوجد بالكاد أي اعتراف. توني ليس للتصديق». وعلى عكس الطابع ديفيز، التوجه توني السرد هو واحد من أجل تقديمهم إلى أسفل، تعاني، وتظهر للجمهور أن سلوك توني خاطئ؛ للقيام بذلك «، وكان عليهم أن جز يديه وقدميه في النهاية أن يجعلنا يهمني!».

## وصلات خارجية
- توني ستونيم في الموقع الرسمي البشرات إي فور